# Gruia Stoica

Gruia Stoica (n. 1968, Toflea, Regiunea Galați, România) este un om de afaceri, investitor și manager român.
El este președintele Grampet Group, un holding din sectorul transportului feroviar de marfă și din sectorul industriei feroviare din România și din Europa Centrală și de Sud-Est.

## Biografie
Din octombrie 2012, Gruia Stoica este președintele Consiliului de Afaceri România-Kazahstan ca o recunoaștere a viziunii sale și a activității susținute de dezvoltare economică strategică la nivel înalt.
Gruia Stoica a absolvit Universitatea Politehnică din București, iar apoi a obținut o diplomă de Master în Structura Fină a Materialelor Metalice. Parcursul educațional îi este completat cu absolvirea unor cursuri în diverse instituții de învățământ superior din România: Colegiul Național de Apărare, Universitatea Națională de Apărare Carol I, și Societatea Academică Europa de Mâine, fiind în acest moment și vicepreședinte al Colegiului Național de Apărare. În 2012, în Top 500 miliardari, editat de revista Forbes România, Gruia Stoica era situat pe locul 8, iar în Top 300 cei mai bogați români, editat de revista Capital, Gruia Stoica era situat pe locul 10. În 2022 deținea, împreună cu Vasile Didilă, o avere estimată la 1,2 miliarde de lei, iar Grup Feroviar Român era operatorul de transport feroviar de marfă zonal cu peste 20% din traficul internațional. Grampet Group numără peste 8.500 de angajați, atât în România, cât și în străinătate.

## Debutul în afaceri
- Ziarul Libertatea:

„Prima “afacere” am făcut-o pe la 8-9 ani, de Sfintele Paști, când am improvizat un fel de carusel, în jurul căruia s-a format imediat un parc de distracții pentru toți copiii din sat. Eram “plătit” în ouă și cozonaci, pe care bunicul le dădea apoi de pomană nevoiașilor. Dar câștigurile adevărate au venit la scurt timp după ce am intrat în afaceri, în 1990. Până la 24- 25 de ani aveam deja strânși patru milioane de dolari, pe care am continuat să îi investesc."”—Ziarul Libertatea, 07 aprilie 2013
- Revista Forbes:

„În martie ’90, tânărul de 21 de ani s-a hotărât să-și clădească propriul business. După apariția legii societăților comerciale, a înființat Turnomet SA, probabil una din primele societăți pe acțiuni din România. În ‘94, vânzarea de produse metalurgice către diverse firme din țară și străinătate îi aducea un profit de aproximativ patru milioane de dolari. În 2000, după ce transportul pe calea ferată a fost liberalizat, Gruia Stoica (împlinise 31 de ani) a obținut licența de transport, înființând Grup Feroviar Român. Primele 120 de vagoane achiziționate l-au costat numai 2.000 de mărci germane, bucata. „În baza unui contract, am preluat de la bulgari mai multe vagoane pe care ei nu știau cum să le recupereze din Serbia. Am riscat într-o țară răvășită de război, am identificat vagon după vagon și le-am adus în România”, afirmă Gruia."”—Revista Forbes
- Ziarul Adevărul, 8 noiembrie 2010 - Doi oameni de afaceri din Galați acuzați de devalizarea CFR:

„Societatea Grup Feroviar Român (GFR) este parte a grupului Grampet, format dintr-o încrengătură extrem de complicată de firme înființate în perioada 2000 - 2009. Toate gravitează însă în jurulcompaniei naționale de căi ferate, pe care o "căpușează" practic... Este cunoscut că debutul în afaceri al lui Didilă și Gruia l-a reprezentat comerțul cu fier vechi. Dezafectarea uzinelor din Tecuci, Mărășești, Adjud și Bârlad le-a asigurat marfa necesară. Iar adevărate cohorte de rromi au bătut în lung și-n lat, ca achizitori ai grupului, județele Galați, Vaslui, Vrancea și Bacău. În urmă cu câțiva ani, cei doi oameni de afaceri erau doar "mogulii locali din Toflea", o comună unde palatele cu turnulețe sunt evaluate (chiar și cele modeste) la prețuri comparative cu cât au plătit aceștia pentru câte o societate de stat dintre cele care fac acum parte din grupul Grampet. De exemplu REMAR SA a fost achiziționată de Grampet SA cu mai puțin de 700.000 de euro, iar Ministerul Transporturilor a șters toate datoriile întreprinderii. Acum, Legăturile lui Gruia și Didilă cu Toflea sunt aproape inexistente.”

## Activitate profesională
În 1999, Gruia Stoica a pus bazele Grampet Group, unul din cei mai importanți actori  din Europa Centrală și de Est în domeniul transportului feroviar și furnizor de servicii logistice, care astăzi numără aproximativ 9.000  de angajați, atât în România, cât și în străinătate. Gruia Stoica și-a propus încă de la început obiectivul de a conecta, printr-o rețea feroviară, extremitatea Vestică și cea Estică a continentului european. 
Grampet Group este prezent în 9 țări europene: Germania, Austria, Ungaria, Serbia, Muntenegru, Bulgaria, România, Moldova și Ucraina, reușind astfel să conecteze Marea Nordului la Marea Neagră și Marea Adriatică, prin instituirea unei reale, coloane vertebrale de fier” care se întinde de-a lungul întregii Europe.
Prin proiectele de dezvoltare viitoare, Gruia Stoica urmărește să conecteze pe cale ferată Marea Nordului cu Marea Chinei de Est, ceea ce ar reprezenta un culoar care unește Oceanul Atlantic cu Oceanul Pacific. Ca o recunoaștere a activității sale strategice și de dezvoltare vizionară, în octombrie 2012, Gruia Stoica a fost numit în funcția de președinte al Consiliului de Afaceri România-Kazahstan.
Gruia Stoica a început activitatea în lumea afacerilor la doar de 21 de ani,  în 1990,  anul în care a luat ființă prima lui societate. Din 1990 până în prezent a deținut numai poziții de top management, fiind responsabil cu dezvoltarea strategică a holdingului Grampet Group.
Din cadrul Grampet Group fac parte câteva nume importante pentru industria feroviară românească, precum: Grup Feroviar Român – cel mai mare operator feroviar privat de marfă, Remar Pașcani – fabrică de construcție, reparare și dezvoltare de material rulant, Reva Simeria - fabrică de construcție, reparare și dezvoltare de material rulant, Reloc Craiova – fabrică de reparații locomotive.
De asemenea, Gruia Stoica a reușit să extindă activitatea grupului de companii pe care îl conduce, înființând și dezvoltând societăți comerciale în opt  țări europene: Germania (Eurorail Logistics Germany – casă de expediție), Austria (Grampetcargo Austria – casă de expediție și viitor operator de transport), Ungaria (Train Hungary – operator de transport feroviar de marfă și Grampet Debrecen Vagonyar – fabrică de reparații și construcții de material rulant cu tradiție de peste un secol), Bulgaria (Bulgarian Railway Company – operator de transport feroviar de marfă), Serbia (Eurorail Serbia – casă de expediție), Muntenegru, Ucraina (Eurorail Ukraine – casă de expediție), Republica Moldova  (Eurorail Company  - casă de expediție). 
În luna ianuarie 2013, Gruia Stoica a anunțat că Grampet Group a achiziționat Electroputere Craiova
, cel mai cunoscut brand al industriei feroviare românești și unul dintre cele mai cunoscute branduri românești de-a lungul timpului, subliniind totodată faptul că își dorește ca în cel mai scurt timp să repornească uzina de la Electroputere și să reînceapă producția de locomotive sub marca  Electroputere Craiova.

## Controverse

### Grupul Feroviar Român
Gruia Stoica este anchetat împreună cu tatăl și fratele său, de DIICOT, într-un dosar care datează din 2005, privind privatizarea companiei Transbordare Vagoane Marfă. Instanța a dispus sechestru pe bunurile și activele firmei lui Stoica. Stoica este urmărit penal pentru evaziune fiscală, spălare de bani, fals în înscrisuri și abuzuri comise de acționarii companiei și fosta conducere. Dosarul vizează și alte companii ale omului de afaceri, pe lângă Transbordare Vagoane Marfă SA, Grupul Feroviar Român (GFR),  și Rapid Com SRL. Urmărirea penală a fost extinsă timp de mai mulți ani, iar dosarul a trecut inclusiv pe la Curtea Constituțională. Procurorii au obținut o expertiză care atestă un prejudiciu de peste 30 de milioane de euro. Gruia Stoica a negat orice infracțiune susținându-și nevinovăția.

### Privatizare CFR Marfă
În 2013 a fost declarat câștigător al licitației privind vânzarea CFR MARFĂ. Deoarece vânzătorul(statul român) nu și-a îndeplinit condițiile suspensive în conformitate cu contractul de privatizare, vânzarea nu a mai avut loc.

### Complexul Energetic Oltenia
Pe 12 februarie 2014 Gruia Stoica a fost trimis în judecată de DNA pentru cumpărare de influență.  Acesta a fost acuzat că i-ar fi dat 3 milioane de euro avocatului său, Doru Boștină, pentru a afla prețul cerut de CFR Marfă, principalul concurent al GFR, la o licitație organizată de Complexul Energetic Oltenia. Licitația avea ca obiect transportarea cărbunelui pe o perioadă de 3 ani, începând cu 1 aprilie 2014, cu o valoare estimată de peste 100 milioane euro 
Pe 23 februarie 2016 Înalta Curte de Casație și Justiție l-a condamnat definitiv pe Gruia Stoica la 2 ani și 6 luni închisoare cu suspendare în acest dosar.